# Belsy Laza
Pour les articles homonymes, voir Laza (homonymie).
Belsy Laza Muñoz (née le 5 juin 1967 à Guantánamo) est une athlète cubaine, spécialiste du lancer du poids.

## Biographie

### Palmarès
| Date | Compétition                                      | Lieu           | Résultat | Épreuve         | Performance |
| ---- | ------------------------------------------------ | -------------- | -------- | --------------- | ----------- |
| 1986 | Championnats ibéro-américains                    | La Havane      | 1re      | Lancer du poids | 15,93 m     |
| 1987 | Jeux panaméricains                               | Indianapolis   | 3e       | Lancer du poids | 18,06 m     |
| 1988 | Championnats ibéro-américains                    | Mexico         | 1re      | Lancer du poids | 17,23 m     |
| 1989 | Universiade                                      | Budapest       | 2e       | Lancer du poids | 19,32 m     |
| 1990 | Jeux d'Amérique centrale et des Caraïbes         | Mexico         | 1re      | Lancer du poids | 17,73 m     |
| 1990 | Goodwill Games                                   | Seattle        | 3e       | Lancer du poids | 18,98 m     |
| 1991 | Championnats du monde en salle                   | Séville        | 5e       | Lancer du poids | 18,91 m     |
| 1991 | Championnats du monde                            | Tokyo          | 9e       | Lancer du poids | 18,49 m     |
| 1991 | Jeux panaméricains                               | La Havane      | 1re      | Lancer du poids | 18,87 m     |
| 1992 | Championnats ibéro-américains                    | Séville        | 1re      | Lancer du poids | 19,31 m     |
| 1992 | Jeux olympiques                                  | Barcelone      | 4e       | Lancer du poids | 19,70 m     |
| 1992 | Coupe du monde des nations                       | La Havane      | 1re      | Lancer du poids | 19,19 m     |
| 1993 | Championnats du monde en salle                   | Toronto        | 7e       | Lancer du poids | 18,75 m     |
| 1993 | Championnats du monde                            | Stuttgart      | 8e       | Lancer du poids | 19,27 m     |
| 1993 | Universiade                                      | Buffalo        | 2e       | Lancer du poids | 18,48 m     |
| 1994 | Coupe du monde des nations                       | Londres        | 2e       | Lancer du poids | 19,07 m     |
| 1995 | Championnats d'Amérique centrale et des Caraïbes | Guatemala City | 1re      | Lancer du poids | 17,64 m     |
| 1996 | Jeux olympiques                                  | Atlanta        | 10e      | Lancer du poids | 18,40 m     |
| 1999 | Jeux panaméricains                               | Winnipeg       | 5e       | Lancer du poids | 17,69 m     |

### Records
| Épreuve         | Performance | Lieu   | Date       |
| --------------- | ----------- | ------ | ---------- |
| Lancer du poids | 20,96 m     | Mexico | 2 mai 1992 |